# Mårten Sandén
Björn Mårten Sandén, född 22 augusti 1962 i Stockholm, är en svensk författare och låtskrivare. Han har avlagt psykologexamen men har inte arbetat som psykolog.
Sandén skriver böcker för barn och ungdomar, bland annat serien om Petrinideckarna, och låtar för förlag i Europa och USA. Hans låtar har spelats in av svenska artister som Darin, Magnus Carlsson, E.M.D., Charlotte Perrelli, Jimmy Jansson, Alcazar (bland annat "Stay the Night" i Melodifestivalen 2009), Johan Becker, Gabriel Forss, Jake & The Spitfires, Nina & Kim, Bodies Without Organs (Melodifestivalen 2005), Eddie Meduza och till utländska som L5, Nikki Webster, Sturm und Drang, Star Search, Natalia Lafourcade samt Dreamcatcher. Han har även drivit skivbolaget Ramblin' Records och klubbarna Kapuschong (Ariman, Lund) och Woody South (KB, Malmö). De senaste åren har Sandén tillsammans med Anders Hansson skrivit låtar till SVT:s program Minimello, bland andra "O Mamma Mia" som framfördes av Malena Ernman och "Elektrisk" som sjöngs av Andreas Lundstedt.
Välkommen hem Välkommen_hem_(Magnus_Carlsson-låt), skriven av Sandén och Johan Röhr har under många år varit en av de mest spelade svenska jullåtarna.
Mårten Sandéns böcker har översatts till elva språk, bland annat engelska, kinesiska och ryska.
Sandén är ledamot av Svenska Deckarakademin sedan 2010 och var 2012 till 2024 ledamot av Svenska barnboksakademin. Han fick Lunds kommuns Kulturpris 2009, Spårhunden för Fantomerna 2012 och 2015 tilldelades han Astrid Lindgren-priset. Sanden blev 2018 ledamot av juryn för Astrid Lindgren Memorial Award och sedan 2023 är han ordförande för Konstnärliga och litterära yrkesutövares samarbetsnämnd (KLYS) Han bor på Södermalm i Stockholm.

## Priser och utmärkelser
- 2012 - Spårhunden
- 2015 - Astrid Lindgren-priset
- 2021 - Stiftelsen Martha Sandwall-Bergströms författarfonds stipendium  [2]